# Femme de la rue
Femme de la rue (Vrouw van de straat) is een 25 minuten durende Belgische documentaire uit 2012, gemaakt door Sofie Peeters.
Sofie Peeters, de maker van deze documentaire, was een student aan het RITCS. Voor haar studies was zij naar Brussel verhuisd, waar zij op een dagelijkse basis te maken kreeg met seksuele intimidatie op straat. Zij besloot om deze ervaringen in een documentaire om te vormen: "Ik wilde beide partijen, de vrouwen die het meemaken en de mannen die er zich aan bezondigen, aan het woord laten, en dat is gelukt."
Tijdens het filmen is deels gebruikgemaakt van een verborgen camera. Hierdoor is te zien hoe de hoofdpersoon, een jonge vrouw, door de straten van Brussel loopt, met name langs de Maurice Lemonnierlaan en het Anneessensplein. Ze wordt hierbij voortdurend lastiggevallen door mannen die haar naroepen, beledigen en zich aan haar opdringen. Daarnaast komen een aantal vrouwen, zowel autochtone als allochtone, aan het woord die over hun ervaringen op straat spreken.
Deze documentaire werd op 26 juli 2012 op de televisiezender Canvas uitgezonden en lokte een discussie uit in de Belgische en Nederlandse politiek over het beboeten van het lastigvallen van vrouwen.
Naar aanleiding van de documentaire werd de zogenaamde Seksismewet aangenomen, dit is de wet van 22 mei 2014 ter bestrijding van seksisme in de openbare ruimte en tot aanpassing van de wet van 10 mei 2007 ter bestrijding van discriminatie teneinde de daad van discriminatie te bestraffen (Belgisch Staatsblad 24 juli 2014).